# Pseudocrenilabrus multicolor
Pseudocrenilabrus multicolor (лат. Pseudocrenilabrus multicolor) — аквариумная лучепёрая рыба семейства цихловых, происходит из Египта, откуда она была привезена в 1902 году. В СССР была завезена в 1954—1955 гг.

## Описание
Маленькая, длиной около 5 см рыба, иногда вырастает до 11 см. Самец несколько мельче самки. Тело вытянутое и уплощенное с боков, прежде всего в задней половине. Линия спины выгнута немного сильнее, чем брюшко. Голова большая. Легко изменяет окраску. Самец перламутрово-блестящий, украшенный красными и сине-зелёными пятнами и полосами.

## Размножение
Половая зрелость наступает в 6 месяцев. Ко времени икрометания самец выкапывает в песке округлое углубление, в которое самка откладывает несколько икринок. Одновременно самец оплодотворяет их, после чего самка собирает икру ртом в мешковидное расширение под нижней челюстью. Самка не питается пока не разовьются мальки, что продолжается в среднем 8—12 дней.